# Sorga (España)
Sorga (llamada oficialmente San Mamede de Sorga) es una parroquia española del municipio de La Bola, en la provincia de Orense, Galicia.

## Toponimia
La parroquia también es conocida por el nombre de San Mamed de Sorga.

## Organización territorial
La parroquia está formada por nueve entidades de población:
- As Mamoelas
- Fechas
- Fondo de Vila
- O Campo
- O Outeiro
- O Pazo
- Pegariña
- Pousa
- San Simón

## Demografía
| Gráfica de evolución demográfica de Sorga entre 2000 y 2022 |
|                                                             |
| Datos según el nomenclátor publicado por el INE.            |